# Paraíso da Bonfim
Paraíso da Bonfim é uma escola de samba de Niterói.
A agremiação foi criada como um bloco carnavalesco, com o nome "Tá Mole Mas é Meu". Promovida, transformou-se em escola de samba.
Após o carnaval de 2018, a pedido da comunidade, a direção da escola decidiu alterar o nome da agremiação para o atual.

## Segmentos

### Presidentes
| Nome         | Mandato        | Ref.  |
| ------------ | -------------- | ----- |
| Délio Saltes | ? - atualidade | [ 2 ] |

### Presidentes de honra
| Nome | Mandato        | Ref. |
| ---- | -------------- | ---- |
|      | ? - atualidade |      |

### Intérpretes
| Carnavais     | Intérpretes oficiais |
| ------------- | -------------------- |
| 2022          | Thiago Brito         |
| 2023-presente | Jander Lourenço      |

### Diretores
| Ano  | Diretor de Carnaval! | Diretor de harmonia | Mestre de bateria | Ref.  |
| ---- | -------------------- | ------------------- | ----------------- | ----- |
| 2015 |                      |                     |                   | [ 2 ] |

### Casal de Mestre-sala e Porta-bandeira
| Ano  | Nome          | Ref.  |
| ---- | ------------- | ----- |
| 2015 | Gugu e Gisele | [ 2 ] |
| 2017 |               |       |

### Corte de bateria
| Ano  | Rainha | Madrinha | Ref. |
| ---- | ------ | -------- | ---- |
| 2016 |        |          |      |
| 2017 |        |          |      |

## Carnavais
| Ano  | Colocação    | Grupo    | Enredo                                                           | Carnavalesco              | Ref               |
| ---- | ------------ | -------- | ---------------------------------------------------------------- | ------------------------- | ----------------- |
| 2013 | Vice Campeã  | Especial |                                                                  |                           |                   |
| 2014 | 7.º lugar    | Especial |                                                                  |                           |                   |
| 2015 | Não desfilou | Especial | No país da corrupção, no Tá Mole a quadrilha é outra             |                           | [ 2 ] [ 3 ] [ 4 ] |
| 2016 | 5º lugar     | A        | No Reino de Guanabaran, Paquetá ilha do sol                      | Renato Rosa               | [ 5 ]             |
| 2017 | 10.º lugar   | A        | Rio, carioca de Janeiro a janeiro                                | Renato Rosa               |                   |
| 2018 | 4.º lugar    | A        | Iluminado ao sol do Novo Mundo                                   | Chico Correa              |                   |
| 2019 |              | A        | Na história da capoeira, a Paraíso da Bonfim vai levantar poeira | Jonas Ramos               |                   |
| 2022 | 5.º lugar    | B        | Segura a Marimba! O Artista está no Paraíso                      | Kiko Ramos e Chico Corrêa |                   |